# Eupithecia deverrata
Eupithecia deverrata es una especie de polilla de la familia Geometridae. La especie fue descrita por primera vez por Karl Dietze habiendo sido descrita en 1910, con distribución en Líbano. Un sintipo fue descrito en los alrededores del Gafsa, en la región de Túnez. Es una polilla pequeña con un envergadura de 17,5 milímetros (0,7 plg).
Cuenta con tres subespecies: Eupithecia deverrata deverrata, Eupithecia deverrata lecerfi Prout, 1928 (en Marruecos) y Eupithecia deverrata prouti Zerny, 1933 (en Líbano). Por su parecido con otras especies del Norte de África y su morfología genital, pertenece al grupo de especies Eupithecia centaureata.